# 天野浩成
天野 浩成（あまの こうせい、1978年4月9日 - ）は、日本の俳優。愛知県名古屋市名東区出身。妻は女優の雛形あきこ。

## 略歴
1995年、NHK連続テレビ小説『走らんか!』の前田繁 役でデビュー。その後、テレビ、映画、ミュージカルで活動。
2004年、平成仮面ライダーシリーズ『仮面ライダー剣』に橘朔也 / 仮面ライダーギャレン役として出演し、ブレイクした。
2005年、シングル「希望ヶ丘」で歌手デビューを果たす。
2008年、エイベックス・エンタテインメントからLDHへ移籍。同時に名前の読みを「あまのひろなり」から「あまのこうせい」へ変更。
2013年3月25日、女優の雛形あきこと結婚。ドラマ『愛のうた!』での共演をきっかけに、2008年から交際していた。雛形は再婚で、前夫との間に生まれた長女が小学校を卒業したタイミングで結婚に至った。その際、雛形姓を選択した。
2023年12月31日、16年間所属したLDHを退社した。LDHの公式サイトにて、「この16年を通してLDHの皆さまから学んだことを糧に、これからも自分なりのLOVE DREAM　HAPPINESSを表現できるよう邁進して参ります。今後とも、どうぞ応援の程よろしくお願いいたします」とした。翌2024年1月よりhina所属となった。

## 人物
- 趣味は陶芸、旅行[7]。特技は手話、剣道、スキー、スノーボード[7]。剣道に関しては、小学校低学年から高学年まで習っていた。また、剣道大会の団体戦はいつも優勝できず準優勝だったと語った[12]。
- 子供のころに見ていたヒーロー番組は『太陽戦隊サンバルカン』[12][4]。サンバルカンが蹴っていたのはラグビーボールであるが、ラグビーボールかバスケットボールか長年記憶が曖昧だったという[12]。『剣（ブレイド）』出演時に友人と会話した際、ラグビーボールだったと指摘され、長年の疑問が解消された[12]。

## 出演

### テレビドラマ
- 走らんか!（1995年10月 - 1996年3月、NHK総合） - 前田繁 役
- 名探偵保健室のオバさん（1997年1月6日 - 3月10日、テレビ朝日） - 佐々木保 役[13]
- 千年王国III銃士ヴァニーナイツ（1999年4月 - 9月、テレビ朝日） - 井下武志 役
- 賭事女王（1999年 - 2000年、フジテレビ） - 万田一馬 役
- First Love（2002年、TBS） - 二岡孝作 役[14]
- ホーム&アウェイ 第10話（2002年12月9日、フジテレビ） - 木村 役
- GOOD LUCK!!（2003年1月 - 3月、TBS） - 島村孝司 役
- 生放送はとまらない!（2003年10月10日、テレビ朝日系） - 高野ユータ 役
- 仮面ライダーシリーズ（テレビ朝日）
  - 仮面ライダー剣（2004年1月 - 2005年1月） - 橘朔也 / 仮面ライダーギャレン[6]、トライアルEの声 役
  - 仮面ライダーフォーゼ（2011年12月 - 2012年8月） - 速水公平 役[15]
- sh15uya（2005年、テレビ朝日） - 銀行員風の男 役
- デザイナー（2005年10月 - 11月、TBS） - 土屋明 役
- おいしいプロポーズ（2006年、TBS） - 桑原裕介 役
- サプリ（2006年7月、フジテレビ） - 中沢敏明 役
- 百鬼夜行抄（2007年2月、日本テレビ） - 赤間 役
- 美味學院（2007年4月 - 6月、テレビ東京） - 虎堂研 役
- 新宿スワン（2007年8月、テレビ朝日） - シンヤ 役
- 愛のうた!（2007年10月29日 - 12月28日、TBS） - 蒔田亮介 役
- チョコミミ（2007年、テレビ東京系） - ミミの父 役
- 佐々木夫妻の仁義なき戦い 第6話・第7話・最終話（2008年2月24日 - 3月23日、TBS） - 所進 役
- 秘書のカガミ 第1話（2008年4月11日、テレビ東京） - 池目良男 役
- 7人の女弁護士 第5話（2008年5月8日、テレビ朝日） - 南小路リョウ 役
- 音女 第42話（2008年6月17日、テレビ朝日） - 小橋 役
- 恋のから騒ぎ 〜Love Stories V〜「金星から来た女」（2008年10月10日、日本テレビ系）
- 西村京太郎サスペンス 十津川刑事の肖像「人捜しゲーム」（2009年5月8日、フジテレビ系） - 小笠原孝夫 役
- インディゴの夜（2010年1月 - 4月、東海テレビ・フジテレビ系） - 犬マン 役[16]
- ハンマーセッション! 第7話・第8話（2010年8月21日・28日、TBS） - ケンジ 役
- 相棒シリーズ（テレビ朝日）
  - 相棒 Season 9 第10話「聖戦」（2011年1月1日） - 折原忠志 役
  - 相棒 Season 12 第15話「見知らぬ共犯者」（2014年2月12日） - 有村亮 役
  - 相棒 Season 17 第3話「辞書の神様」（2018年10月31日） - 中西茂 役[17]
- QP 第4話（2011年10月26日、日本テレビ） - 河島政春 役
- トッカン 特別国税徴収官 第2話（2012年7月11日、日本テレビ） - 永友連 役
- GTO 第4話（2012年7月24日、関西テレビ・フジテレビ系） - 大河内さだみ 役
- ぼくの夏休み 第2部（2012年8月、東海テレビ・フジテレビ系） - 佐々倉祐一 役
- シュガーレス（2012年10月 - 12月、日本テレビ） - 妃室 役
- 科捜研の女 第12シリーズ 第6話（2013年2月21日、テレビ朝日） - 菅原昭彦 役
- 警部補 矢部謙三2 第4話・最終話（2013年8月2日・30日） - 気谷蓮 役
- HiGH&LOW〜THE STORY OF S.W.O.R.D.〜（2015年10月21日 - 12月23日、日本テレビ） - 尾沢 役[18]
  - HiGH&LOW ドラマ シーズン2（2016年4月23日 - 6月25日、日本テレビ） - 尾沢 役[19]
- THE LAST COP/ラストコップ 第8話（2016年11月26日、日本テレビ） - 城之内数馬 役
- 警視庁・捜査一課長 season3 第5話（2018年5月10日、テレビ朝日） - 神谷龍二郎 役
- 刑事7人シリーズ（テレビ朝日）
  - 刑事7人 SEASON4 第8話（2018年8月29日） - 墨田賢 役[20]
  - 刑事7人 SEASON7 第5話（2021年8月18日） - 島田圭佑 役[21]
- ベビーシッター・ギン! 第2話（2019年7月7日、NHK BSプレミアム） - 野村光一 役
- リーガル・ハート 〜いのちの再建弁護士〜 第6話・最終話（2019年8月26日・9月2日、テレビ東京） - 榎本宏光 役
- 連続ドラマW 頭取 野崎修平 第2話（2020年1月26日、WOWOW） - 西村 役
- 俺たちはあぶなくない〜クールにさぼる刑事たち 第5話（2020年10月16日、MBS） - 蛭田 役
- 警視庁ゼロ係〜生活安全課なんでも相談室〜 SEASON5 第4話（2021年5月21日、テレビ東京） - 森田陽一 役
- 森村誠一ミステリースペシャル 終着駅シリーズ・ファイナル 十月のチューリップ（2022年12月22日、テレビ朝日） - 前園徹 役
- 18/40〜ふたりなら夢も恋も〜 第1話（2023年7月11日、TBS） - 奥村守 役[22]
- 王様戦隊キングオージャー 第30話 - 最終話（2023年9月24日 - 2024年2月25日、テレビ朝日） - グローディ・ロイコディウム 役[23]
- 特捜9 season7 第3話（2024年4月17日、テレビ朝日） - 門倉裕一 役[24]

### 映画
- 恋人はスナイパー（2004年） - 榊原和昌 役
- 仮面ライダーシリーズ
  - 劇場版 仮面ライダー剣 MISSING ACE（2004年） - 橘朔也 / 仮面ライダーギャレン 役[25]
  - 仮面ライダーフォーゼ THE MOVIE みんなで宇宙キターッ!（2012年） - 速水公平 役
  - スーパーヒーロー大戦GP 仮面ライダー3号（2015年） - 橘朔也 / 仮面ライダーギャレン 役[26]
- 猿飛佐助 〜闇の軍団〜（2005年） - 雷門 役
- Wanna be FREE!東京ガール（2006年）
- koganeyuki（2009年） - 主演・良平 役
- TOGETHER（2009年） - 近藤直樹 役
- けの汁（2011年）
- メンゲキ!（2012年） - 白川天馬 役
- TRASH / トラッシュ（2015年）[27]
- HiGH&LOW THE MOVIE（2016年） - 尾沢 役
  - HiGH&LOW THE MOVIE 3 / FINAL MISSION（2017年）
  - DTC -湯けむり純情篇- from HiGH&LOW（2018年）[28]
- カノン（2016年）
- 花は咲くか（2018年） - 主演・桜井和明 役[15]（渡邉剣とダブル主演）
- 山中静夫氏の尊厳死（2020年） - 小林克典 役[29]
- アンコン 〜夫婦あるある物語〜（2021年） - 藤村大翔 役[30]
- てっぺんの剣（2024年、大分県先行公開） - 宅磨悠馬 役[31][32]
- オールドカー ～てんとう虫のプロポーズ～（2025年、鹿児島県先行公開） - 恵一 役[33]

### オリジナルビデオ
- BE-BOP-HIGHSCHOOL OVシリーズ第2期（1997年 - 1998年） - 加藤浩志 役
- 湘南純愛組! BAD COMPANY（1998年） - 弾間龍二 役
- 本気! 15話〜20話　（2000年-2001年）子組組員・九 役
- 仮面ライダー剣超バトルビデオ 仮面ライダー剣VSブレイド（2004年） - 橘朔也 役
- 義経と弁慶（2005年） - 伊勢三郎 役
- イケメンチ!（2005年） - 目黒達也 役
- Happy Birthday（2005年、NETCINEMA.TV） - 戸田山耕平 役
- 王様戦隊キングオージャーVSキョウリュウジャー（2024年10月9日、東映ビデオ） - グローディ・ロイコディウム 役（声の出演）

### インターネットテレビ
- 山手線デス・ゲーム（2005年） - 石原健作 役
- マンハッタンダイアリーズ（2007年） - 山下武 役
- ネット版 仮面ライダー×スーパー戦隊 スーパーヒーロー大変 〜犯人はダレだ?!〜（2012年） - 速水公平 役
- ネット版 仮面ライダーフォーゼ みんなで授業キターッ!（2012年） - 速水公平 役
- 剣道まっしぐら!（渡辺正行のYouTubeチャンネル）
- つながりたくて、嘘をつく2（2021年12月27日 - 2022年2月28日、LINE NEWS「VISION」） - れん 役[34]
- 仮面ライダーアウトサイダーズ ep.3、4、7（2023年7月23日・10月1日・2024年12月22日、東映特撮ファンクラブ） - 主演 （ep.3、4）・橘朔也 / 仮面ライダーギャレン 役[35][36][37][38]

### テレビ番組
- 知多から巡る 優イチオシ（2024年10月 - 、CACチャンネル） - 準レギュラー[39]
- 迷湯パラダイス 湯かりの人2（2024年12月21日、BS-TBS） - 湯迷人として。妻・雛形あきこと共演[40]

### ラジオ
- 大竹まことゴールデンラジオ!（2015年9月 - 10月、文化放送） - ゲスト出演、剣道指導

### 舞台
- 美少女戦士セーラームーン（1999年3月 - 8月） - 4代目 地場衛 / タキシード仮面 役
- 鬼と人と（1999年7月） - 後見 役
- H〜i! Jack!! 〜やぁ!ジャックさん!!（2005年7月） - 歯医者 役
- となりの守護神 （2008年2月1日 - 7日） - アーサー王 役
- インディゴの夜（2010年4月30日 - 6月27日） - 犬マン 役[16]
- デビルマン -不動を待ちながら-（2010年7月16日 - 19日） - 雨竜ハジメ 役
- 劇団VitaminX 〜Legend Of Vitamin〜（2010年9月26日 - 10月4日） - 真壁翼 役
- 朗読劇「ドッカンぐらぐら」（2011年1月29日、中野ザ・ポケット）
- ホスピタルビルド2011（2011年7月27日 - 31日） - 平井先生 役
- BASARA（2012年12月12日 - 16日） - 四道 役[41]
- 劇団EXILE公演「SADAKO -誕生悲話-」（2013年5月）
- サイコメトラーEIJI 〜時計仕掛けのリンゴ〜（2014年2月26日 - 3月2日、CBGKシブゲキ!!） - 沢木晃 役[42]
- 東京ミーコ#3「あいうえお 〜下町商店街物語〜」（2014年4月）
- 戦国BASARA4（2014年10月31日 - 11月9日、東京ドームシティホール / 11月22日 - 24日、キャナルシティ劇場 / 11月27日 - 30日、森ノ宮ピロティホール / 12月5日 - 7日、中日劇場） - 足利義輝 役[43]
- BOOK ACT「ヒーローよ 安らかに眠れ」（2020年2月）[44]
- 蟻地獄（2021年6月4日 - 10日、よみうり大手町ホール） - 宮内 役[45]

### CM
- 森永製菓「ICE BOX」（2002年）
- 三菱自動車「アウトランダー」（2004年、中国）
- ソニー「サイバーショット T7」（2005年、東南アジアのみ）
- サーティワンアイスクリーム（2006年、韓国のみ）
- ドワンゴ イロメロミックスDX 倖田來未「4 hot wave」先行配信（2006年）
- LION「香りつづくトップplus」（2012年）
- Haier（2017年）

### ミュージックビデオ
- Every Little Thing「UNSPEAKABLE」（2002年）
- SweetS「Love like candy floss」（2004年）
- 山本サヤカ「惜春」（2005年）
- 上木彩矢「世界はそれでも変わりはしない」（2008年）
- EXILE SHOKICHI「Futen Boyz」（2018年）[46]

### ゲーム
- 仮面ライダー剣（2004年、PS2） - 仮面ライダーギャレン 役
- 428 〜封鎖された渋谷で〜（2008年、Wii） - 主演・加納慎也 役[47]
- オール仮面ライダー ライダージェネレーションシリーズ - 仮面ライダーギャレン 役
  - オール仮面ライダー ライダージェネレーション2（2012年8月2日発売、ニンテンドーDS・PSP） - 仮面ライダーギャレン、リブラ・ゾディアーツ 役
  - オール仮面ライダー ライダーレボリューション（2016年12月1日発売、ニンテンドー3DS）
- 仮面ライダー 超クライマックスヒーローズ（2012年、Wii・PSP） - 仮面ライダーギャレン 役
- 仮面ライダー バトライド・ウォーシリーズ - 仮面ライダーギャレン 役
  - 仮面ライダー バトライド・ウォー（2013年、PS3）[48]
  - 仮面ライダー バドライド・ウォーII（2014年、PS3・Wii U）
  - 仮面ライダー バトライド・ウォー 創生（2016年、PS4・PS3・PS Vita）[49]
- スーパーヒーロージェネレーション（2014年、PS3・PS Vita） - リブラ・ゾディアーツ 役
- 仮面ライダー サモンライド!（2014年12月4日、PS3・Wii U） - 仮面ライダーギャレン 役
- 仮面ライダー トランセンドヒーローズ（2015年、Android・iOS） - 仮面ライダーギャレン 役
- 仮面ライダー ブットバソウル（2018年、アーケード） - 橘朔也 / 仮面ライダーギャレン、速水公平 / リブラ・ゾディアーツ 役
- 仮面ライダーバトル ガンバライジング（2019年3月14日、アーケード） - 仮面ライダーギャレン 役
- 仮面ライダーバトル ガンバレジェンズ（2023年、アーケード） - 仮面ライダーギャレン 役

### ドラマCD
- 仮面ライダー剣 -切り札の行方-（2015年1月23日） - 橘朔也 役[50]

### 玩具
- COMPLETE SELECTION MODIFICATION ギャレンバックル（2020年6月） - 橘朔也 役[51]

## ディスコグラフィ
順位は、オリコン週間ランキング最高位。

### シングル
| # | 発売日        | タイトル          | 順位  | タイアップ                             |
| - | ------------- | ----------------- | ----- | -------------------------------------- |
| 1 | 2005年2月2日  | 希望ヶ丘          | 69位  | ANB系『快適!ズバリ』エンディングテーマ |
| 2 | 2005年8月3日  | DEPARTURE         | 84位  |                                        |
| 3 | 2005年12月7日 | A day in the life | 190位 |                                        |

### アルバム
| # | 発売日        | タイトル | 順位 |
| - | ------------- | -------- | ---- |
| 1 | 2006年3月29日 | ANOTHER  |      |

### キャラクターソング
| 発売日        | 商品名                   | 歌                 | 楽曲                         | 備考                                                  |
| ------------- | ------------------------ | ------------------ | ---------------------------- | ----------------------------------------------------- |
| 2004年7月22日 | rebirth                  | 橘朔也（天野浩成） | 「rebirth」                  | テレビドラマ『仮面ライダー剣』第2期エンディングテーマ |
| 2010年2月24日 | ココロ -Dear my friends- | INDIGO4            | 「ココロ -Dear my friends-」 | テレビドラマ『インディゴの夜』エンディングテーマ      |

## 書籍

### 写真集
- 『Gift』朝日ソノラマ、2005年2月。ISBN 978-4-257-03710-1。

### ユニットメンバー
1. ↑  犬マン（天野浩成）、樹（真山明大）、モイチ（高木万平）、モサク（高木心平）